# Hattori Hanzō

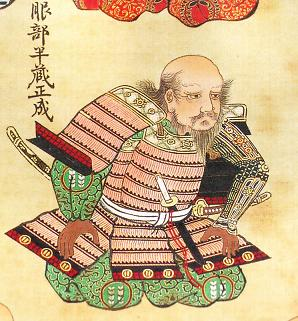
Hattori Hanzō, 17e-eeuws portret

Hattori Hanzō (服部 半蔵; Mikawa,  circa 1542 – Edo, 2 januari 1597), ook bekend onder de voornaam Masanari of Masashige (正成), was een Japanse samoerai en ninja uit de Sengokuperiode. Zijn wreedheid in de strijd leverde hem de bijnaam Oni no Hanzō  (鬼半蔵, Hanzō de demon) op. 
Hanzō diende de Tokugawa-clan als generaal. Hij redde het leven van Tokugawa Ieyasu, die hij vervolgens hielp de heerser van het verenigde Japan te worden. Hanzō stond bekend als een deskundige tacticus en een meester in het zwaardvechten.
Het graf van Hanzō bevindt zich op de Sainen-tempelbegraafplaats in Shinjuku, een district van Tokio. Enkele van zijn lansen (yari) worden daar ook bewaard. Het keizerlijk paleis, voorheen het paleis van de Shōgun, heeft nog steeds een poort genaamd Hanzōmon (Hanzō's poort), en de Hanzōmon-lijn van de Tokyo Metro is naar deze poort vernoemd. 

## Levensloop
Hattori Hanzō was de zoon van Hattori Yasunaga, van wie hij de naam Hanzō aannam. Door te trouwen werd hij een vazal van de Matsudaira-clan (later Tokugawa genoemd). Als zodanig was hij loyaal aan Tokugawa Ieyasu.
Hoewel Hanzō geboren en getogen was in de provincie Mikawa, keerde hij vaak terug naar de provincie Iga, de zetel van de familie Hattori. Omdat Iga, samen met Kōga (tegenwoordig Koka), de geboorteplaats en het bolwerk van de ninjakunsten was, beschikte de regio over alle vereisten om van Hanzō een zeer capabele vechter te maken. Hij was zeer bedreven in zwaardvechten, tactische vaardigheden, speergevechten en ninjadisciplines.
Hanzō vocht zijn eerste veldslag in 1557 toen hij zestien jaar oud was: hij nam deel aan de aanval van Tokugawa Ieyasu op het Uzuchi-kasteel in Mikawa. Hier ontving hij zijn eerste beloning voor zijn uitstekende prestaties op het slagveld. Hij nam ook deel aan de Slag bij Anegawa in 1570 en de Slag bij Mikatagahara in 1572. Zijn prestaties daar leverden hem de bijnaam "Hanzō de Geest" op, en vervolgens "Hanzō de Demon". Maar zijn belangrijkste daad vond plaats in 1582, na de dood van Oda Nobunaga.
Ieyasu en zijn volgelingen waren destijds in de buurt van Osaka en hoorden net vroeg genoeg van de dood van Oda om de troepen van Akechi Mitsuhide te ontwijken. Maar hun doelwit, Mikawa, was nog ver weg, en Akechi's troepen doorzochten systematisch het gebied om hen te vinden. Toen stelde Hanzō voor om de route door Iga te nemen omdat hij daar connecties had met de samoerai. Hij werd vervolgens vooruit gestuurd door Honda Tadakatsu. Zoals gehoopt kwamen de mannen in Iga overeen om Ieyasu de weg te wijzen, en boden ze tegelijkertijd aan hem naar Mikawa te begeleiden. Dit kon Anayama Beisetsu, een Tokugawa-man die erop had aangedrongen een andere route te nemen, niet bieden.
Hanzō stierf in 1597 op 55-jarige leeftijd door ziekte. Na zijn dood werd hij opgevolgd door zijn zoon, wiens naam ook Masanari (derde Hanzō) was, hoewel geschreven met andere kanji. Hij kreeg de titel Iwami no Kami en zijn mannen kregen de taak tot het beschermen van het Edokasteel, het hoofdkwartier van de regering van het verenigde Japan. De Iga-clan, die onder zijn bevel was geplaatst, eiste echter het ontslag van Masanari omdat hij hen slecht behandelde, waardoor hij volkomen vernederd werd in het aangezicht van de Tokugawa. Na zijn aftreden in 1605 splitste de Iga-clan zich op in vier facties onder leiding van kleine samoerai.